# Mickys Morgen
Mickys Morgen  früher Mickys Mitmach-Morgen ist ein seit 2019 tägliches Programmevent des Disney Channels, das die kleinen Zuschauer dazu animieren soll, aktiv in den Tag zu starten. Immer ab 6 Uhr, beginnend mit dem Guten-Morgen-Song, wird von vornherein hervorragende Laune verbreitet. Zwischen den Vorschulsendungen unterbricht Micky Maus kurz das Programm und animiert die kleinen Zuschauer, sich zu bewegen, und macht mit ihnen lustige Spiele, Übungen und gibt Basteltipps. Aber auch Bewegung kommt nicht zu kurz, denn Micky lädt die kleinen Zuschauer ein, mit zu klatschen und motiviert sie morgens dazu, sich zu bewegen.